# Campeonato da Europa de Corta-Mato de 2000
O 7º Campeonato da Europa de Corta-Mato de 2000 foi realizado em Malmö, na Suécia no dia 10 de dezembro de 2000. Paulo Guerra de Portugal levou o título na competição masculina sênior e Katalin Szentgyörgyi da Hungria venceu a corrida feminina sênior. Na categoria júnior Wolfram Müller da Alemanha levou o ouro masculino e Jessica Augusto de Portugal o ouro no feminino. 

## Resultados
Esses foram os resultados da prova. 

### Sênior masculino individual 9.71 km
| Posição           | Atleta               | Tempo |
| ----------------- | -------------------- | ----- |
| Medalha de ouro   | Paulo Guerra         | 29:29 |
| Medalha de prata  | Serhiy Lebid         | 29:39 |
| Medalha de bronze | Driss El Himer       | 29:45 |
| 4.                | Lyes Ramoul          | 29:47 |
| 5.                | Mustapha El Ahmadi   | 29:47 |
| 6.                | José Carlos Adán     | 29:48 |
| 7.                | Kamiel Maase         | 29:49 |
| 8.                | Tom van Hooste       | 29:51 |
| 9.                | José Manuel Martínez | 29:52 |
| 10.               | Peter Matthews       | 29:53 |
| 11.               | Yann Millon          | 29:54 |
| 12.               | José Ramos           | 29:55 |

### Sênior masculino por equipes
| Posição           | Equipe      | Pontos |
| ----------------- | ----------- | ------ |
| Medalha de ouro   | França      | 23     |
| Medalha de prata  | Espanha     | 51     |
| Medalha de bronze | Irlanda     | 72     |
| 4.                | Portugal    | 74     |
| 5.                | Bélgica     | 98     |
| 6.                | Reino Unido | 103    |
| 7.                | Itália      | 144    |
| 8.                | Rússia      | 156    |

### Sênior feminino individual 4.95 km
| Posição           | Atleta               | Tempo |
| ----------------- | -------------------- | ----- |
| Medalha de ouro   | Katalin Szentgyörgyi | 16:34 |
| Medalha de prata  | Analídia Torre       | 16:35 |
| Medalha de bronze | Olivera Jevtić       | 16:39 |
| 4.                | Zahia Dahmani        | 16:49 |
| 5.                | Kathy Butler         | 16:51 |
| 6.                | Monica Rosa          | 16:55 |
| 7.                | Anja Smolders        | 16:55 |
| 8.                | Liz Yelling          | 16:55 |
| 9.                | Anne Keenan-Buckley  | 16:56 |
| 10.               | Analía Rosa          | 16:57 |
| 11.               | Gunhild Hanne-Haugen | 16:57 |
| 12.               | Jacqueline Martin    | 17:00 |

### Sênior feminino por equipes
| Posição           | Equipe      | Pontos |
| ----------------- | ----------- | ------ |
| Medalha de ouro   | Portugal    | 18     |
| Medalha de prata  | Reino Unido | 33     |
| Medalha de bronze | Alemanha    | 54     |
| 4.                | Bélgica     | 55     |
| 5.                | Roménia     | 60     |
| 6.                | Irlanda     | 60     |
| 7.                | França      | 60     |
| 8.                | Espanha     | 73     |

### Júnior masculino individual 6.14 km
| Posição           | Atleta               | Tempo |
| ----------------- | -------------------- | ----- |
| Medalha de ouro   | Wolfram Müller       | 18:58 |
| Medalha de prata  | Christopher Thompson | 19:00 |
| Medalha de bronze | Martin Pröll         | 19:05 |
| 4.                | Rui Pedro Silva      | 19:10 |
| 5.                | Mickael André        | 19:11 |
| 6.                | Bruno Silva          | 19:11 |
| 7.                | Mo Farah             | 19:12 |
| 8.                | Aleksandr Sekletov   | 19:16 |

### Júnior masculino por equipes
| Posição           | Equipe      | Pontos |
| ----------------- | ----------- | ------ |
| Medalha de ouro   | Portugal    | 21     |
| Medalha de prata  | Reino Unido | 25     |
| Medalha de bronze | França      | 30     |
| 4.                | Espanha     | 48     |
| 5.                | Alemanha    | 62     |
| 6.                | Itália      | 74     |
| 7.                | Suécia      | 85     |
| 8.                | Rússia      | 96     |

### Júnior feminino individual 3.76 km
| Posição           | Atleta          | Tempo |
| ----------------- | --------------- | ----- |
| Medalha de ouro   | Jessica Augusto | 12:55 |
| Medalha de prata  | Nicola Spirig   | 12:56 |
| Medalha de bronze | Elvan Can       | 12:56 |
| 4.                | Tatyana Chulakh | 12:56 |
| 5.                | Juliet Potter   | 13:02 |
| 6.                | Olha Kryvyak    | 13:14 |
| 7.                | Jane Potter     | 13:14 |
| 8.                | Olesya Dubovik  | 13:15 |

### Júnior feminino por equipes
| Posição           | Equipe      | Pontos |
| ----------------- | ----------- | ------ |
| Medalha de ouro   | Reino Unido | 21     |
| Medalha de prata  | Turquia     | 40     |
| Medalha de bronze | Suécia      | 49     |
| 4.                | Portugal    | 55     |
| 5.                | Finlândia   | 60     |
| 6.                | Ucrânia     | 69     |
| 7.                | Rússia      | 71     |
| 8.                | Roménia     | 83     |